# Iuri Kaixirin
Iuri Alekséievitx Kaixirin (Юрий Алексеевич Каширин) (Vorónej, 20 de gener de 1959) va ser un ciclista rus que competí representant la Unió Soviètica.
Va guanyar una medalla d'or a la prova en contrarelotge per equips als Jocs Olímpics d'estiu de Moscou de 1980, i també va guanyar un campionat del món en la mateixa prova. Tota la seva carrera la va córrer com a amateur.

## Palmarès
- 1979
  - 1r a la Milk Race i vencedor d'una etapa
- 1980
  -  Medalla d'or als Jocs Olímpics de Moscou en Contrarellotge per equips (amb Serguei Xelpakov, Anatoli Iarkin i Oleg Logvin
  - 1r a la Volta a Turquia
  - Vencedor d'una etapa a la Milk Race
  - Vencedor d'una etapa al Tour de l'Avenir
- 1981
  - Vencedor d'una etapa a la Volta a Sotxi
- 1982
  - 1r a la Milk Race i vencedor de 3 etapes
- 1983
  -  Campió del món dels 100 km contrarellotge per equips en ruta, amb Oleh Petròvitx Txujda, Serguei Navolokin i Aleksandr Zinóviev
  - 1r a la Ruban Granitier Breton i vencedor d'una etapa
- 1984
  - Vencedor d'una etapa a la Volta a la Baixa Saxònia
  - Vencedor d'una etapa a la Milk Race
- 1985
  - 1r a la Setmana ciclista Bergamasca
  - Vencedor d'una etapa a la Volta a Cuba

### Resultats a la Volta a Espanya
- 1986. 56è de la classificació general